# Molain (Jura)
Molain ist eine Gemeinde im französischen Département Jura in der Region Bourgogne-Franche-Comté.

## Geographie
Molain liegt auf 580 m, östlich von Poligny und etwa 25 Kilometer nordöstlich der Stadt Lons-le-Saunier (Luftlinie). Das Bauerndorf erstreckt sich im Jura, in einer weiten Lichtung im nördlichen Teil des Plateau Lédonien (erstes Juraplateau), zwischen dem Erosionstal der Culée de Vaux im Westen und der Krete der Côte de l’Heute im Osten.
Die Fläche des 11,50 km² großen Gemeindegebiets umfasst einen Abschnitt des französischen Juras. Das gesamte Gebiet wird von der Hochfläche des Plateau Lédonien eingenommen, die durchschnittlich auf 580 m liegt und teils von Acker- und Wiesland, teils von Wald bestanden ist. Die westliche Grenze verläuft auf einer Anhöhe im Bois de Molain (602 m), während die südliche Abgrenzung durch die Hauptstraße N5 gebildet wird. Das Plateau besitzt keine oberirdischen Fließgewässer, weil das Niederschlagswasser im verkarsteten Untergrund versickert. Nach Osten erstreckt sich das Gemeindeareal über das Plateau bis auf den nordöstlichen Ausläufer der Côte de l’Heute, auf dem mit 681 m die höchste Erhebung von Molain erreicht wird.
Nachbargemeinden von Molain sind Arbois und La Châtelaine im Norden, Valempoulières im Osten, Montrond und Besain im Süden sowie Poligny im Westen.

## Geschichte
Verschiedene Funde weisen darauf hin, dass das Gemeindegebiet von Molain bereits während der gallorömischen Zeit besiedelt war. Erstmals urkundlich erwähnt wird die Kirche von Molain im 11. Jahrhundert. Im Mittelalter bildete Molain eine eigene kleine Herrschaft, die vom Priorat von Vaux-sur-Poligny abhängig war. Zusammen mit der Franche-Comté gelangte das Dorf mit dem Frieden von Nimwegen 1678 an Frankreich.

## Sehenswürdigkeiten
Die heutige Dorfkirche Saint-Fiatre in Molain wurde im 16. Jahrhundert neu erbaut. Zu den Natursehenswürdigkeiten gehört die Grotte des Moidons. In Mojain gibt es noch eine alte öffentliche (Vieh-)Waage.

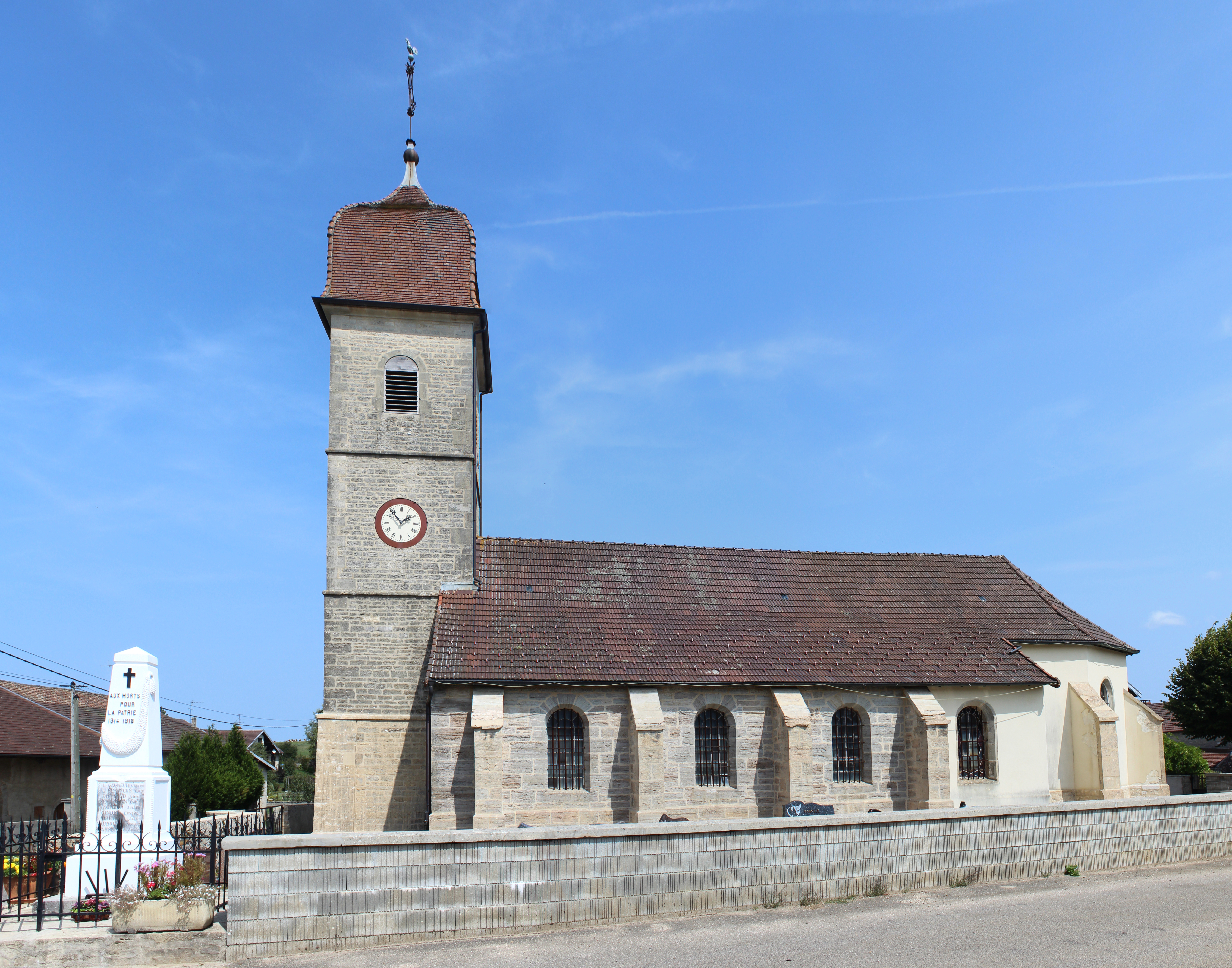
Kirche Saint-Fiatre
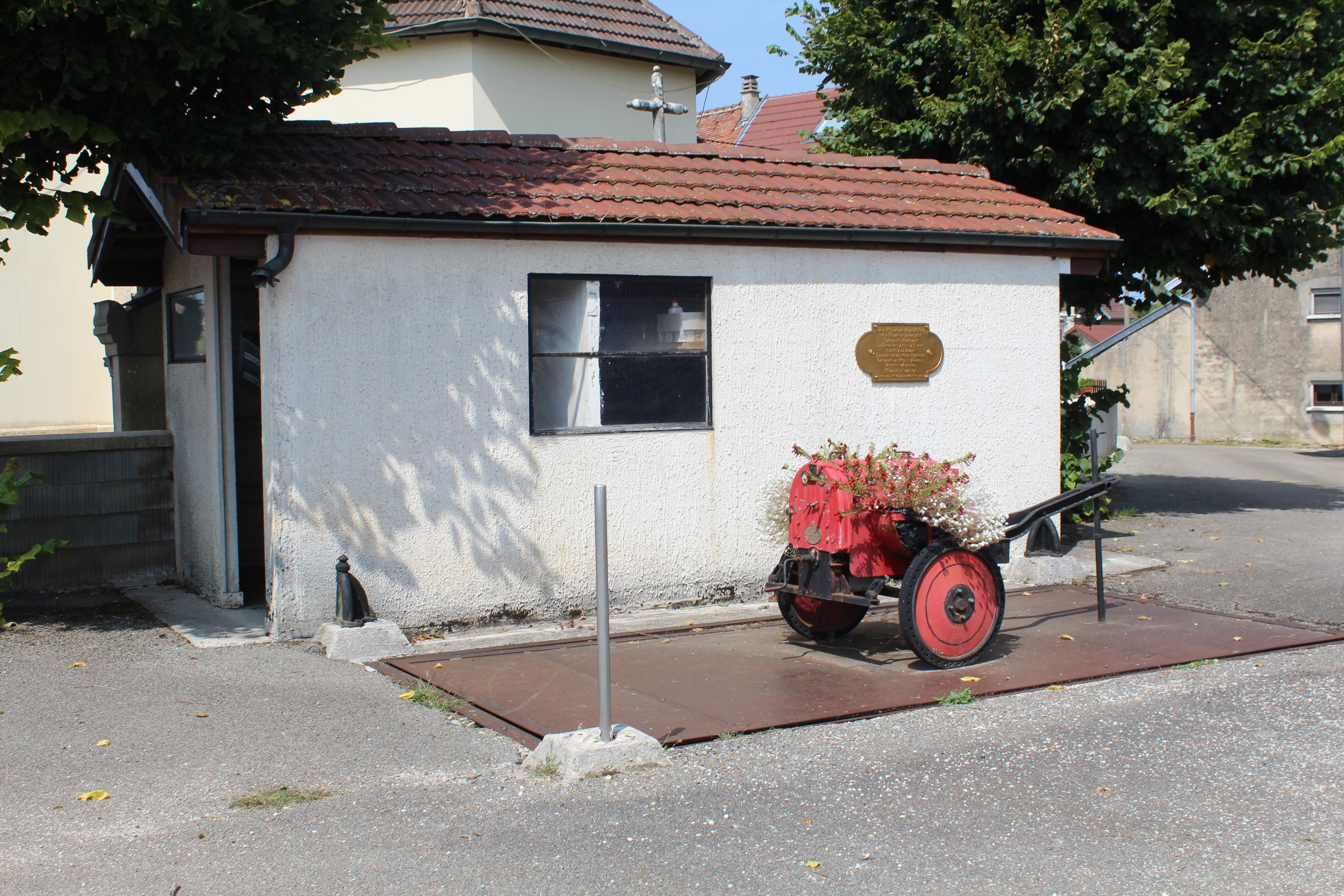
Alte Viehwaage

## Bevölkerung
| Jahr                       | 1962 | 1968 | 1975 | 1982 | 1990 | 1999 | 2005 | 2017 |
| Einwohner                  | 118  | 91   | 83   | 99   | 96   | 94   | 115  | 105  |
| Quellen: Cassini und INSEE |      |      |      |      |      |      |      |      |

Mit 110 Einwohnern (Stand 1. Januar 2022) gehört Molain zu den kleinsten Gemeinden des Départements Jura. Nachdem die Einwohnerzahl in der ersten Hälfte des 20. Jahrhunderts markant abgenommen hatte (1881 wurden noch 281 Personen gezählt), wurde seit Mitte der 1970er Jahre insgesamt wieder ein leichtes Bevölkerungswachstum verzeichnet.

## Wirtschaft und Infrastruktur
Molain war bis weit ins 20. Jahrhundert hinein ein vorwiegend durch die Landwirtschaft und die Forstwirtschaft geprägtes Dorf. Daneben gibt es heute einige Betriebe des lokalen Kleingewerbes. Mittlerweile hat sich das Dorf auch zu einer Wohngemeinde gewandelt. Viele Erwerbstätige sind Wegpendler, die in den größeren Ortschaften der Umgebung ihrer Arbeit nachgehen.
Die Ortschaft liegt abseits der größeren Durchgangsstraßen, ist aber von der Hauptstraße N5, die von Poligny nach Champagnole führt, leicht erreichbar. Weitere Straßenverbindungen bestehen mit Arbois, Besain und Valempoulières.